# Claude Desama

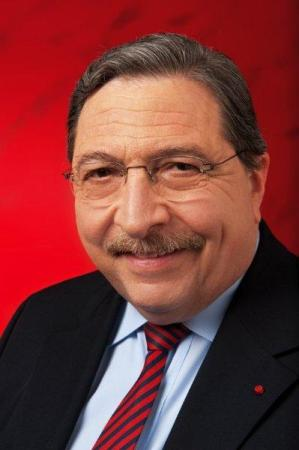
Claude Desama

Claude Desama (Ensival, 9 oktober 1942) is een Belgisch politicus voor de PS.

## Levensloop
Desama promoveerde tot doctor in de filosofie en de letteren aan de Universiteit van Luik. Beroepshalve werd hij docent en vervolgens hoogleraar aan deze universiteit. Tevens was hij er directeur van het Institut de Recherche sur les Sociétés européennes.
Als socialistisch militant trad hij toe tot de PS en was van 1973 tot 1988 voorzitter van de partijafdeling van hete arrondissement Verviers. Van 1995 tot 2014 was hij gemeenteraadslid van Verviers, een mandaat dat hij eerder van 1983 tot 1987 ook uitoefende. Van 2001 tot 2012 was hij burgemeester van de stad.
Van 1988 tot 2001 zetelde Desama tevens in opvolging van Anne-Marie Lizin in het Europees Parlement, waar hij voorzitter was van de commissie Energie, Onderzoek en Technologie en van de gemengde parlementaire commissie Europese Unie-Hongarije. Tevens was hij er ondervoorzitter van de socialistische groep en lid van de commissie Begroting. Nadat hij burgemeester van Verviers werd, verliet hij het Europees Parlement.